# Президентские выборы в Перу (1894)
Президентские выборы в Перу проходили в 1894 году. В результате на безальтернативной основе Андрес Авелино Касерес был избран президентом во второй раз. Однако выборы были очень противоречивые, лишённые законности и популярности, что привело к началу гражданской войны в Перу 1894—1895 годов. В ходе восстания Касерес был свергнут в 1895 году, после чего в том же году были проведены досрочные перевыборы.

## Результаты
| Кандидат                            | Партия                              | Голоса | %     |
| ----------------------------------- | ----------------------------------- | ------ | ----- |
| Андрес Авелино Касерес              | Конституционная партия              | 4 539  | 100 % |
| Действительных бюллетеней           | Действительных бюллетеней           | 4 539  | 99,96 |
| Недействительных/ пустых бюллетеней | Недействительных/ пустых бюллетеней | 2      | 0,04  |
| Всего                               | Всего                               | 4 541  | 100   |
| Источник: Tuesta                    |                                     |        |       |